# Glimmer (Masters of the Universe)
Glimmer è un personaggio del cartone animato statunitense She-Ra, la principessa del potere del 1985. È stata doppiata in originale da Linda Gary, mentre in Italia da Emanuela Giordano. Nel reboot del 2018 She-Ra e le Principesse Guerriere è stata doppiata in originale da Karen Fukuhara, mentre in Italia da Alice Venditti.

## Biografia del personaggio
Glimmer è la principessa ereditaria di Bright Moon, figlia della regina Angella e di re Micah. All'inizio Glimmer è la leader della Grande ribellione, ma in seguito alla liberazione di sua madre, tenuta in ostaggio da Hordak, il comando passa alla principessa Adora. Ciò nonostante, Glimmer continua ad aiutare la ribellione in ogni modo possibile dato che la ragazza, crede fermamente negli ideali della Grande ribellione. Glimmer è inoltre conosciuta per essere una specie di "playgirl", che si innamora sistematicamente di qualunque bel ragazzo incontri (compreso He-Man, anche "in versione" Adam).
I poteri di Glimmer, così come quelli di sua madre, sembrano essere associati alla luce. Grazie alle influenze della luna di Eteria, Glimmer è in grado infatti di lanciare raggi di luce dai palmi delle proprie mani. Questo è sicuramente il potere più comune della ragazza, anche se nel corso della serie dimostra di averne altri, fra cui quello di far volare se stessa e chi le sta intorno in una sfera di luce, o con lo stesso principio, rendersi invisibile insieme a chi le è a fianco. Inoltre è in grado di creare luce su larghissima scala, al punto da illuminare l'intero Bosco dei Sussurri. La resistenza di Glimmer, tuttavia, non è infinita, e quando usa troppo i suoi poteri resta esausta o addirittura sviene, come nel film Il segreto della spada.